# Első világháborús emlékművek (Kazincbarcika)
Első világháborús emlékművek Kazincbarcikán.

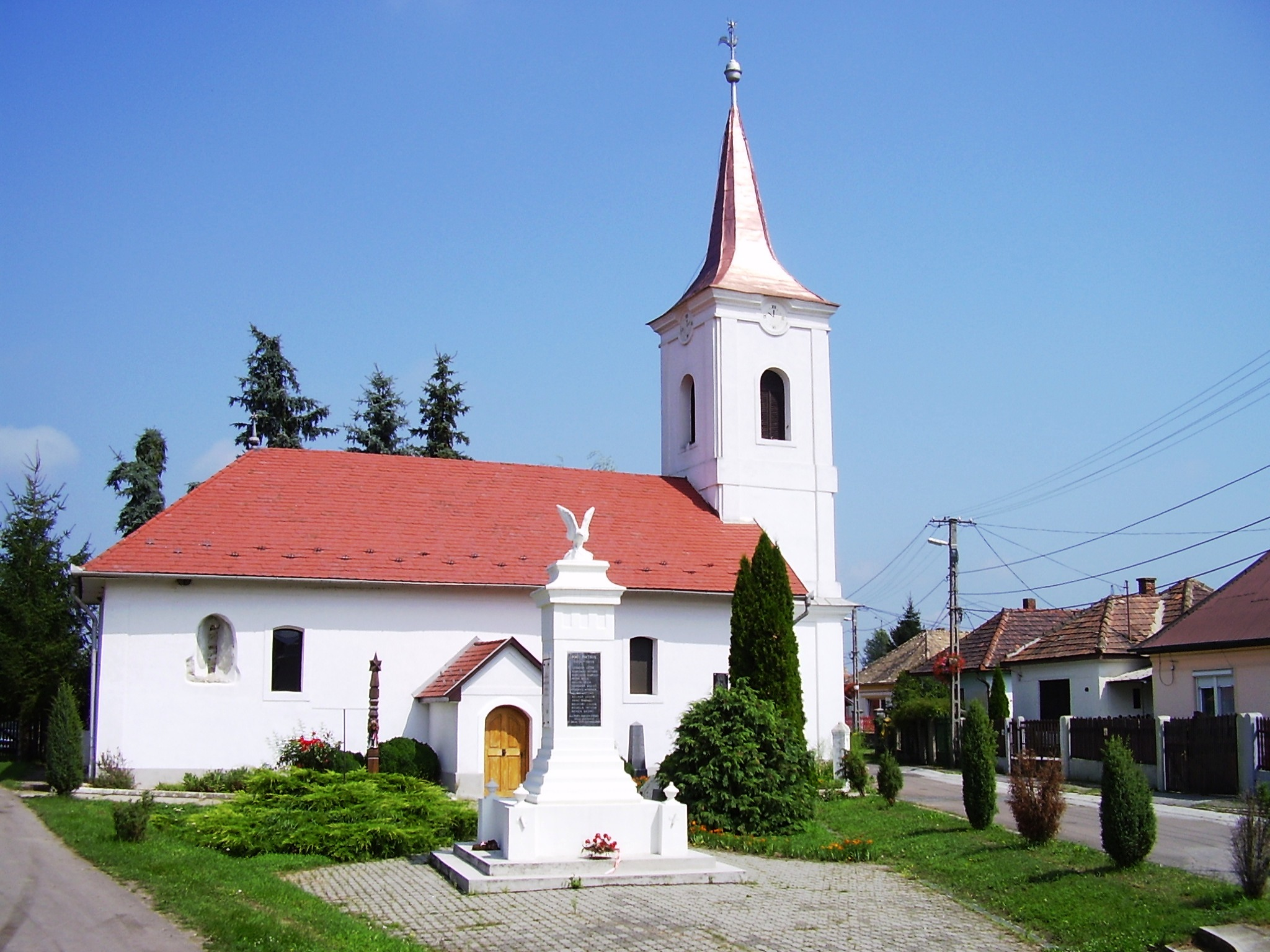
A felsőbarcikai református templom és az első világháborús emlékmű

Kazincbarcikán - Magyarország több településéhez hasonlóan - emléket állítottak az első világháborúban hősi halált halt katonák tiszteletére. A városban két első világháborús emlékmű található.

## A barcikai első világháborús emlékmű
A barcikai I. világháborús emlékmű a Bocskai István téren, a felsőbarcikai református templom mellett található.
Kazincbarcika legrégibb emlékművét 1931-ben egy sajókazinci mesterember készítette az első világháborúban elesett barcikai katonák tiszteletére. Az emlékoszlop 1989-ben második világháborús, 1992-ben pedig 1848-as emléktáblával egészült ki.
Barcikáról a besorozott férfiak egy része a 25. közös gyalogezredbe került Losoncra, míg egy másik részük a 34. számú császári és királyi gyalogezredbe Kassára vonult be. Innen az olasz frontra indultak, ahol a doberdói csatában harcoltak. 

### A hősi halott katonák

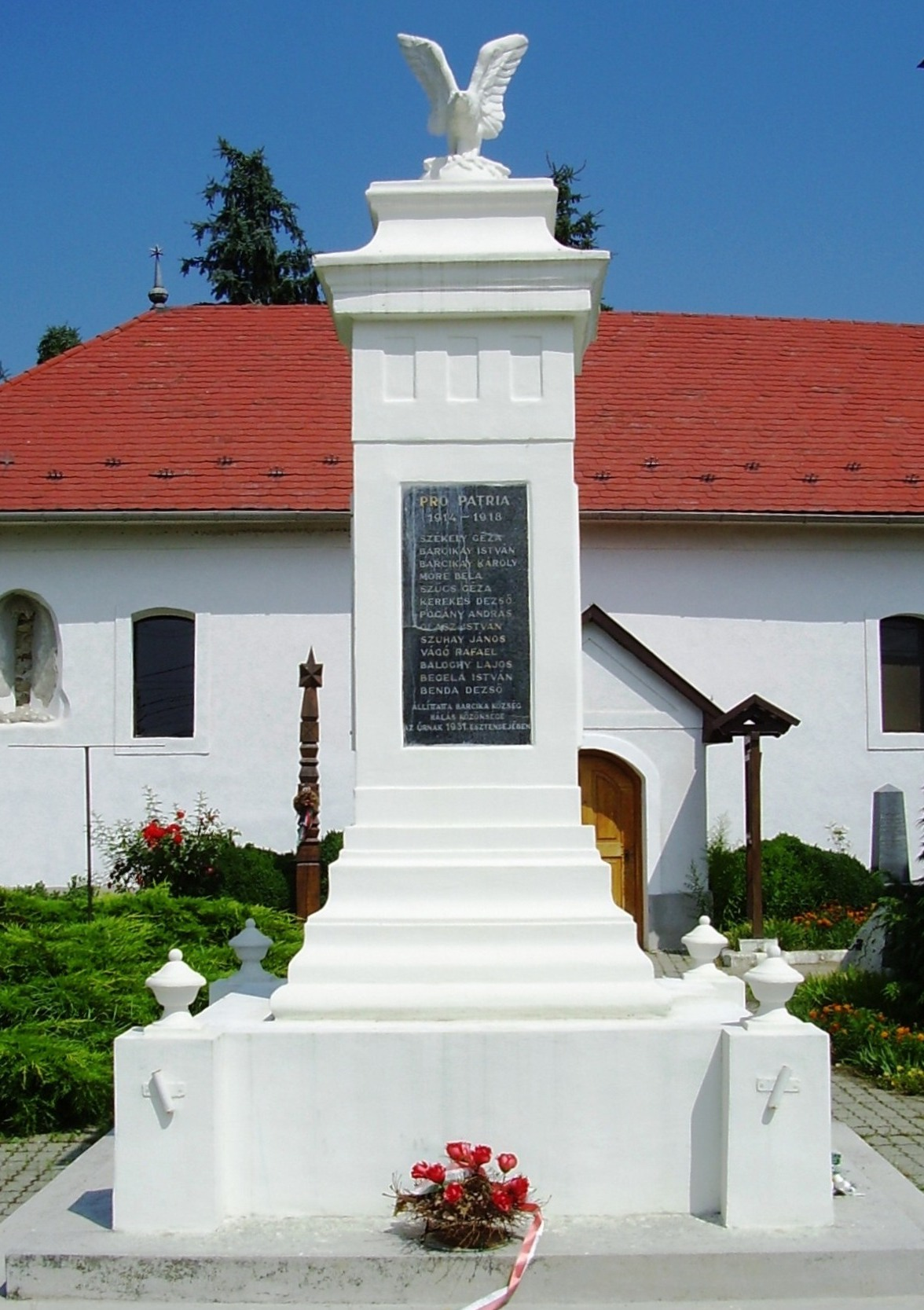
A barcikai első világháborús emlékmű

### A hősi halott katonák[2]
| Név             |
| --------------- |
| Székely Géza    |
| Barcikay István |
| Barcikay Károly |
| Móré Béla       |
| Szűcs Géza      |
| Kerekes Dezső   |
| Pogány András   |
| Olasz István    |
| Szuhay János    |
| Vágó Rafael     |
| Baloghy Lajos   |
| Begela István   |
| Benda Dezső     |

## A sajókazinci első világháborús emlékmű
Sajókazinc első világháborús emlékművét Hősi emlékműnek nevezik. 1933-ban avatták fel, alkotója Rözge László szobrászművész volt. Az emlékoszlop eredetileg a falu főutcájának közelében található gesztenyefás parkban állt. A városrekonstrukció folyamán az emlékművet 1989-ben áthelyezték jelenlegi helyére: a sajókazinci református templom kertjébe. Az emlékoszlopra később felkerültek a második világháborúban elesett sajókazinci katonák nevei is. 

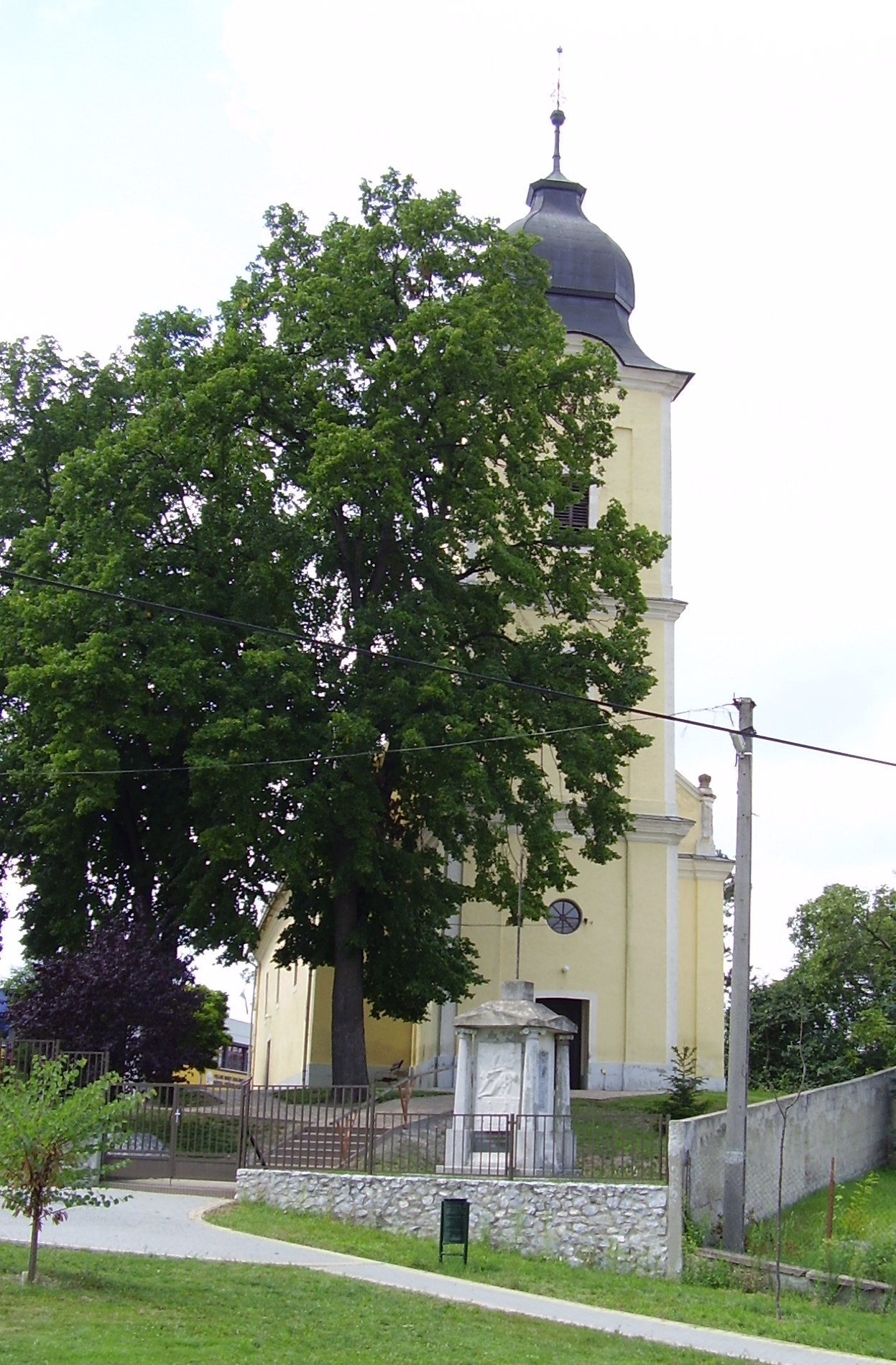
A sajókazinci református templom és a Hősi emlékmű

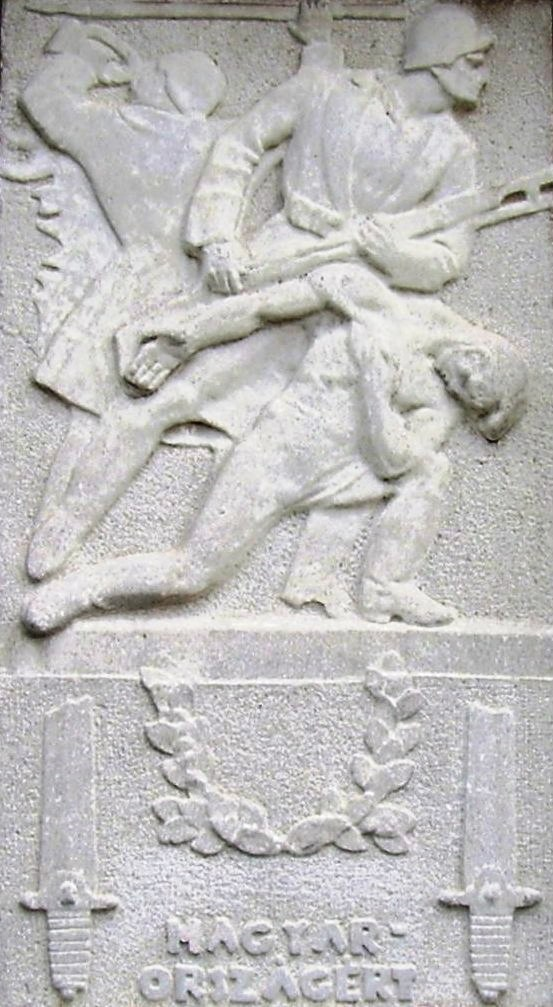
A Hősi emlékmű domborműve

### A hősi halott katonák[4]
| Név                 |
| ------------------- |
| Kelemen György      |
| Kuttor József       |
| Kondai József       |
| Kós Berencsik Lajos |
| Dr. Lissauer Adolf  |
| Molnár Vilmos       |
| Pogány János        |
| Pósa József         |
| Reffka Kálmán       |
| Sándor János        |
| Svarc Pál           |
| Szendrei József     |
| Tóth András         |
| Tóth János          |
| Tóth Lajos          |